# Thelephora crassitexta
Thelephora crassitexta är en svampart som beskrevs av Corner 1968. Thelephora crassitexta ingår i släktet vårtöron och familjen Thelephoraceae.   Inga underarter finns listade i Catalogue of Life.